# سيل وهيل
سيل وهيل هو مسلسل كوميدي كويتي من إنتاج تلفزيون دولة الكويت، ابتدأ عرضه مع بداية شهر رمضان لعام 2017، وهو من إخراج خالد راضي الفضلي وتمثيل حسن البلام ومحمد جابر وانتصار الشراح وأحمد العونان ونورة العميري وشهد الياسين.